# Ogloblinisca maculata
Ogloblinisca maculata är en stekelart som beskrevs av Karl-Johan Hedqvist 1968. Ogloblinisca maculata ingår i släktet Ogloblinisca och familjen puppglanssteklar. Inga underarter finns listade i Catalogue of Life.